# Rajon Nooken
Der Rajon Nooken (kirgisisch Ноокен району Nooken rajonu, russisch Ноокенский район Nookenski rajon) ist ein Rajon in Kirgisistan mit 149.640 Einwohnern (Stand 2022). Er ist dem Oblus Dschalal-Abad untergeordnet. Verwaltungssitz ist das Dorf Massy.

## Geographie
Im Westen wird der Rajon durch den Naryn, im Norden durch das Baubaschatagebirge und im Osten vom Fluss Karaüngkür begrenzt. Im Süden liegt Usbekistan. Die Topographie im bergigen Teil ist stark zerklüftet, dort werden Höhen von 4400 m erreicht. Die untere Grenze der Gebirgszone liegt bei 1400 m. In den Talzonen dominieren Höhen von 600–800 m. Die Hydrologie des Rajons wird durch den Naryn (2820 m³/s, geregelt durch eine Kaskade von Staudämmen), den Mailuu-Suu (max. 108 m³/s), den Schaidansai (53,0 m³/s) und den Karaüngkür (350 m³/s) dominiert.
Die Temperatur kann im Tal −22 °C und in den Bergen auf bis zu −40 °C fallen. Die absolute Höchsttemperatur im Tal beträgt 41 °C, in den Bergen 20 °C. Die durchschnittliche Lufttemperatur im Januar beträgt −8 °C und im Juli 22 °C. Die durchschnittliche jährliche Niederschlagsmenge beträgt in den Tälern 500–600 mm und in den Bergen bis zu 1000 mm. Die mögliche maximale Niederschlagsmenge pro Tag beträgt über 80–100 mm. Die Schneedecke im Winter ist in den Tälern 10–30 cm und in den Bergen durchschnittlich 200 cm dick. Die maximale Windgeschwindigkeit im Tal beträgt 26,5 m/s und in den Bergen 38,5 m/s.

## Geschichte
1928 wurde der Rajon als Teil des Rajons Basarkorgon gegründet. 1935 wurde der Rajon abgetrennt und somit eigenständig, 1937 jedoch wieder mit dem Rajon Basarkorgon zum Rajon Lenin zusammengelegt.  Zwischen 1945 und 1950 wurden die Städte Mailuu-Suu und Kotschkor-Ata (Stadt seit 2003) sowie die Stadt Köktasch im Bezirksgebiet gegründet. 1952 wurde Mailuu-Suu ein eigener Stadtkreis und damit unabhängig vom Rajon. 1978 wurde der Rajon aufgeteilt. Seit 1992 heißt er Rajon Nooken.

## Bevölkerung
| Jahr | Einwohnerzahl |
| ---- | ------------- |
| 1970 | 54.296        |
| 1979 | 63.858        |
| 1989 | 81.515        |
| 1999 | 101,519       |
| 2009 | 117,055       |
| 2022 | 149.640       |

Quellen:
Der größte Teil der Einwohner sind Kirgisen.
| Nationalität | Anzahl |
| ------------ | ------ |
| Kirgisen     | 81.192 |
| Usbeken      | 32.702 |
| Uiguren      | 01181  |
| Tadschiken   | 0456   |
| Russen       | 0375   |
| Tataren      | 0313   |
| Türken       | 0309   |
| Sonstige     | 0527   |

## Gliederung
Der Rajon beinhaltet eine Stadt (Kotschkor-Ata) und 55 Dörfer in 8 Landgemeinden. Diese Landgemeinden sind:
| Landgemeinde | Verwaltungssitz | Einwohner (2023) | Anzahl der Dörfer |
| ------------ | --------------- | ---------------- | ----------------- |
| Aral         | Aral            | 7.254            | 5                 |
| Bürgöndü     | Bürgöndü        | 19.593           | 9                 |
| Dostuk       | Schamaldysai    | 11.060           | 6                 |
| Massy        | Massy           | 26.998           | 5                 |
| Mombekow     | Mombekow        | 17.222           | 8                 |
| Nookat       | Komintern       | 17.628           | 7                 |
| Sakaldy      | Sakaldy         | 17.801           | 7                 |
| Schaidan     | Alma            | 13.863           | 7                 |